# يوهان هوبر
يوهان هوبر (بالألمانية: Johann Huber)‏ (و. 1830 – 1879 م) هو كاتب، وأستاذ جامعي، وفيلسوف ألماني، ولد في ميونخ، توفي في ميونخ، عن عمر يناهز 49 عاماً.